# 布萊爾群島
布萊爾群島（英語：Blair Islands），是南極洲的群島，位於喬治五世地，處於格雷角以西7公里的英聯邦灣入口處東部，由澳大拉西亞探險隊發現，現時由南極條約體系管理。